# Antiplanes kamchatica
Antiplanes kamchatica är en snäckart som beskrevs av Dall 1919. Antiplanes kamchatica ingår i släktet Antiplanes och familjen Turridae. Inga underarter finns listade i Catalogue of Life.